# Zofia Lejmbach

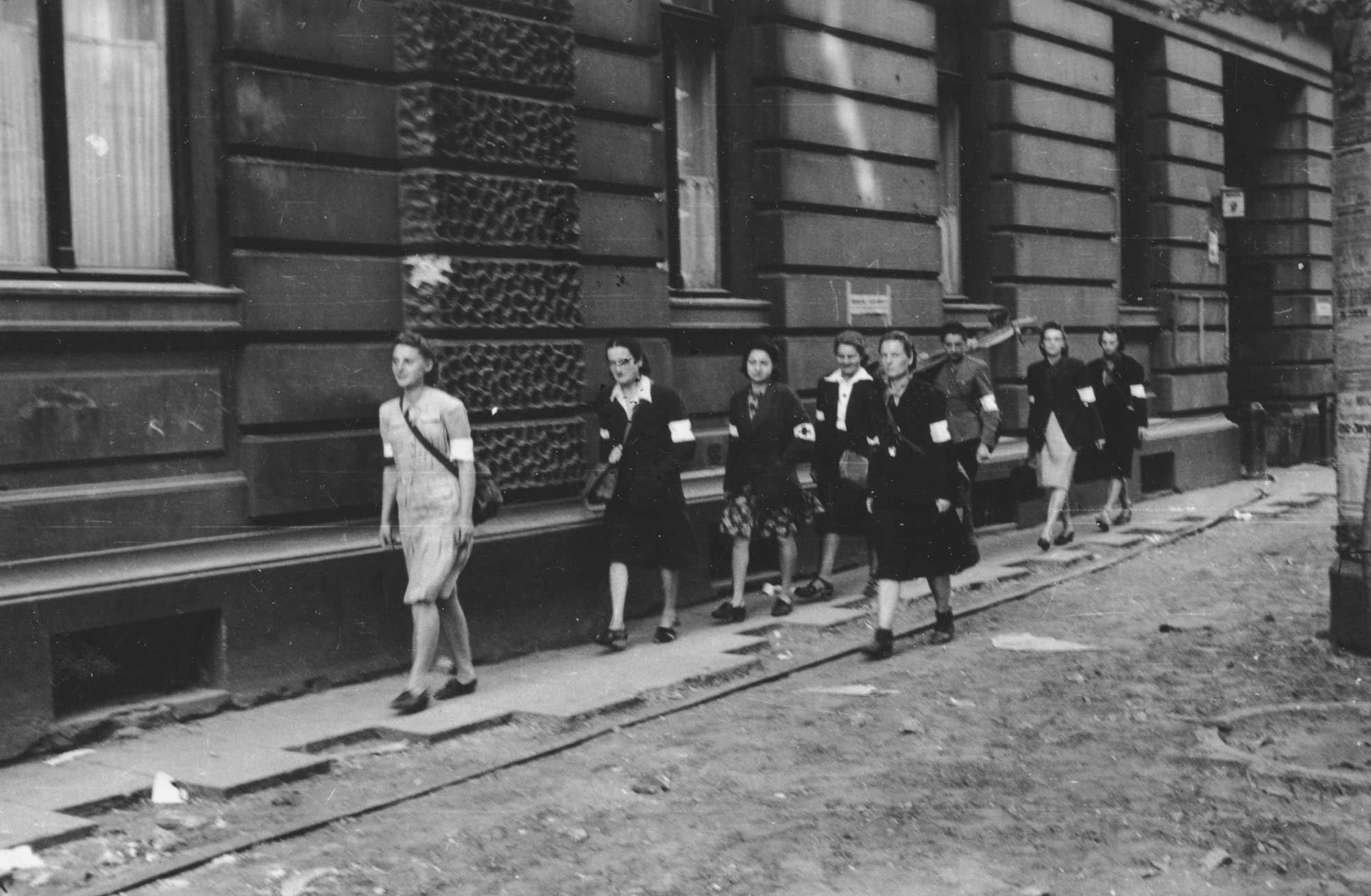
Zofia Lejmbach (druga od lewej) (1944)

Zofia Lejmbach (ur. 16 września 1901 w Mińsku, zm. 5 września 1995 w Warszawie) – polska doktor nauk medycznych, profesor i prorektor (1962–1966) Akademii Medycznej w Warszawie, działacz niepodległościowy, pierwsza kobieta Prezes Konsystorza Kościoła Ewangelicko-Reformowanego w RP.

## Służba w medycynie
Naukę rozpoczęła w Kijowie w szkole sanitariuszek; w ukończeniu tej szkoły przeszkodziła jej I wojna światowa. Jako absolwentka Wydziału Lekarskiego Uniwersytetu Warszawskiego odbyła staż medyczny w szpitalach warszawskich, poznańskich, w Paryżu, Rzymie i Strasburgu. Po powrocie do kraju pracowała w Szpitalu im. Karola i Marii. Ze szpitalem tym związana była przez większość swojego życia. Była ordynatorem tego szpitala od września 1939. Po wojnie pełniła funkcję kierownika Kliniki Diagnostycznej Szpitala Klinicznego przy ul. Działdowskiej, będącego kontynuatorem Szpitala Karola i Marii. Była wieloletnim sekretarzem Polskiego Towarzystwa Pediatrycznego.

## Służba niepodległościowa
W latach 1915–1918 była aktywnym członkiem Polskiej Organizacji Wojskowej na Kresach. W czasie okupacji pełniła funkcję szefa Służby Sanitarnej Okręgu Warszawskiego AK, w powstaniu warszawskim była szefem Służby Sanitarnej okręgu „Śródmieście”. We wrześniu 1944 roku ciężko ranna trafiła do Szpitala Powstańczego. Ewakuowała się z tego szpitala wraz z grupą kilkudziesięciu rannych do domu rodzinnego w Skoroszach pod Warszawą.

## Dane biograficzne, odznaczenia, inne

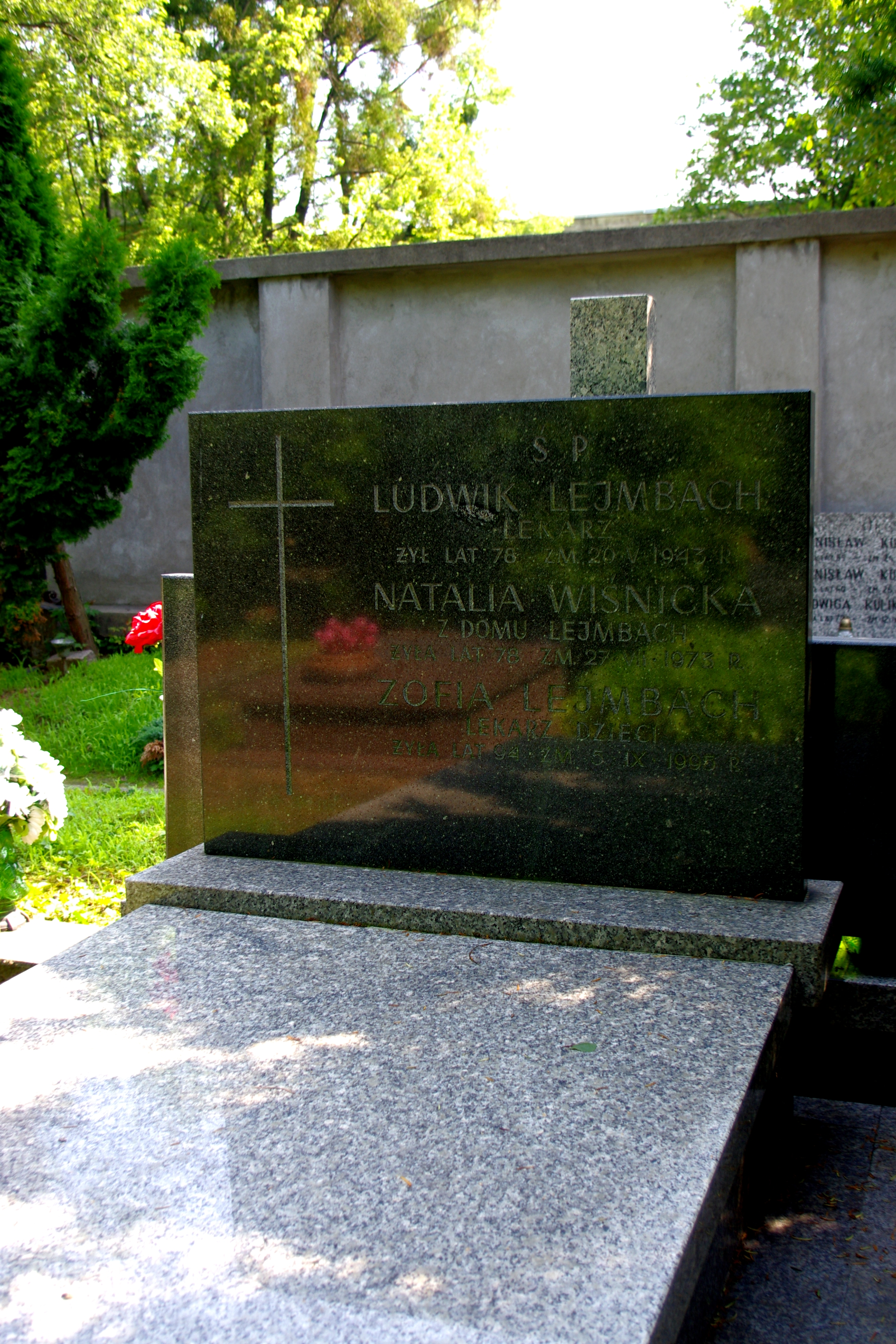
Grób dr Zofii Lejmbach na cmentarzu ewangelicko-reformowanym przy ul. Żytniej w Warszawie

Była aktywnym członkiem Kościoła Ewangelicko-Reformowanego w Polsce; pierwszą kobietą wybraną na prezesa Konsystorza tego Kościoła w roku 1961, którą to funkcję pełniła przez dwie kadencje.
Zofia Lejmbach była współautorką kilku wydawnictw z zakresu medycyny. W artykule z 1949 roku jako pierwsza opisała przypadki mukowiscydozy w Polsce, wówczas określanej jako dysporia enterobronchopancreatica congenita familiaris.
W młodości w tragicznym wypadku utraciła ukochanego. Nie wyszła za mąż i nie miała własnych dzieci. Natomiast całe swe życie poświęciła dzieciom chorym i upośledzonym. Mieszkała w Warszawie, przy ulicy Górskiego.
Zmarła w Warszawie, pochowana na cmentarzu ewangelickim przy ul. Żytniej (kwatera W-3-8).
| Data | Nazwa                                             |
| ---- | ------------------------------------------------- |
| 1918 | Odznaka pamiątkowa Polskiej Organizacji Wojskowej |
| 1921 | Krzyż Walecznych                                  |
| 1932 | Krzyż Niepodległości z Mieczami                   |
| 1955 | Medal 10-lecia Polski Ludowej                     |
| 1964 | Krzyż Oficerski Orderu Odrodzenia Polski          |
| 1970 | Krzyż Armii Krajowej (rząd RP w Londynie)         |
| 1982 | Warszawski Krzyż Powstańczy                       |
| 1989 | tytuł „Zasłużonej dla zdrowia Narodu”             |
| 1990 | Krzyż za udział w Wojnie 1918–1921                |